# آوتاندیل ورسیماشویلی
آوتاندل وارسیماشویلی (به گرجی: ავთანდილ ვარსიმაშვილი) کارگردان تئاتر و فیلم گرجستانی است. او مدیر هنری تئاتر آکادمیک دولتی A. Griboedov و مالک تئاتر لیبرتی جورجیا و کارگردان و تهیه‌کننده شرکت فیلم خصوصی خود "Vars-Studio" است.
او استاد دانشگاه دولتی تئاتر و فیلم تفلیس - رئیس بخش کارگردانی است.